# آبجو بدون الکل

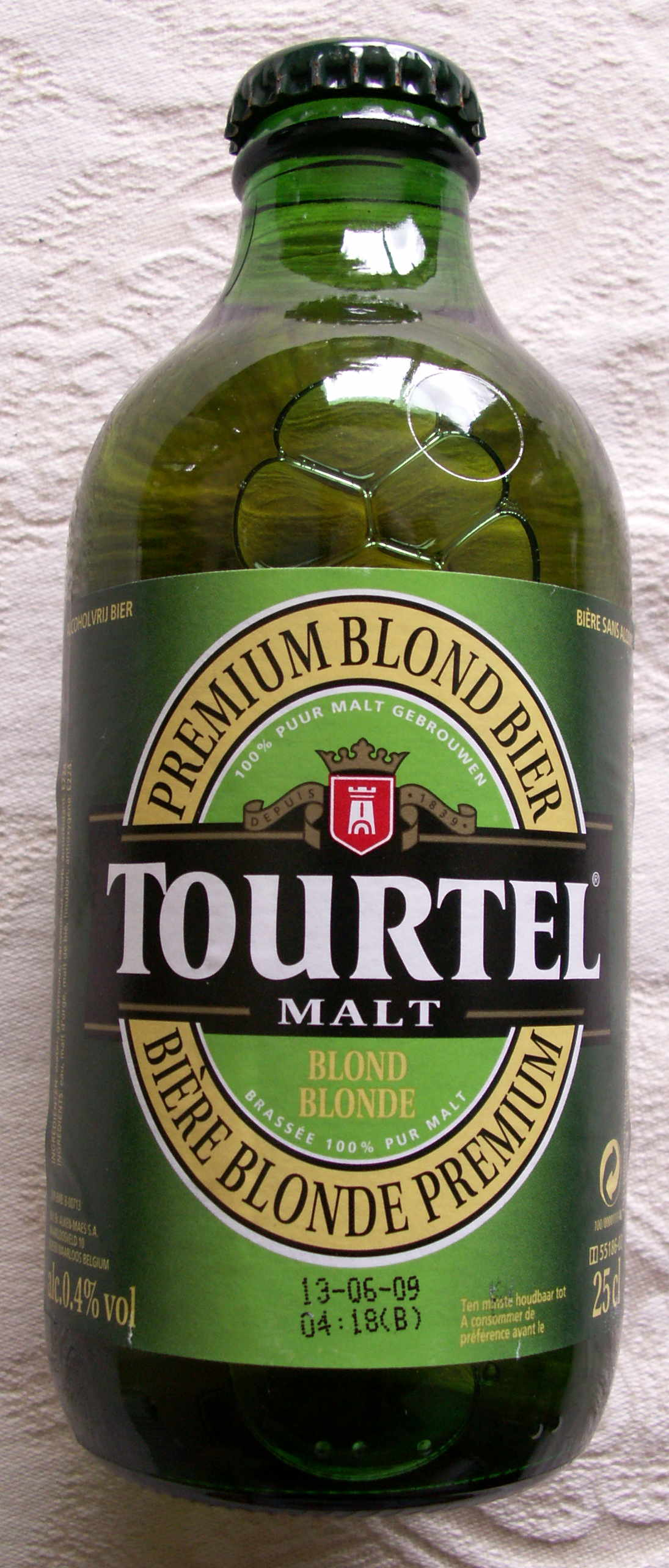
یک بطری آبجو بدون الکل یا به عربی ماءالشعیر

آبجو بدون الکل (به انگلیسی: Non-alcoholic beer) نوعی نوشیدنی گازدار غیرالکلی است که از عصارهٔ مالت جو به‌دست می‌آید.
در لغت‌نامه دهخدا ماءالشعیر یا آبجو این‌گونه تعریف شده است:
آب مقشر مطبوخ جو، داروئی که از مطبوخ جو حاصل کنند و به بیمار دهند، آبی که در آن جو ریزند و جوشانند.

## فرایند تولید
آبجوسازی در دنیا با غلات مختلفی از جمله جو، گندم، ذرت، برنج، یولاف و ارزن انجام می‌شود اما معمول‌ترین دانه برای این کار جو است. جو پس از ورود به کارخانه پاک و تمیز می‌شود. پس از جدا شدن کلیهٔ ناخالصی‌ها به مخازن شست‌وشو و ضدعفونی منتقل می‌شوند، سپس به سالن جوانه‌زنی هدایت شده و پس از پنج روز به کوره فرستاده می‌شوند.
دمای سالن بین ۱۷ تا ۲۰ درجه سانتی‌گراد و رطوبت آن بالای ۷۰ درصد است که این شرایط باعث می‌شود تا جو بین ۹ تا ۱۱ میلی‌متر جوانه زده و به مالت تبدیل شود.
بعد از آن مالت به واحد پخت می‌رود و در مخزنی ریخته شده، برای ۳۰ دقیقه خیس خورده، آسیاب شده و در تانک پخت ریخته می‌شود.
مالت را همراه با آب به مدت ۳ ساعت و ۳۰ دقیقه و در دمای ۷۶ درجه سانتی‌گراد می‌پزند. سپس تانک فیلتراسیون منتقل شده و تفاله از آن جدا می‌شود. مایع به‌دست آمده به تانک جوش منتقل شده و در آنجا عصارهٔ رازک و شکر به آن افزوده می‌شود.
رازک ویژگی‌های خاصی به این نوشیدنی می‌دهد. با رسوب پروتئین باعث شفافیت آن می‌شود عطر خاصی به آن می‌بخشد همچنین ته مزه تلخ ماءالشعیر یا آبجو مربوط به رازک است و نیز با خاصیت آنتی‌بیوتیکی که به پایداری ماءالشعیر یا آبجو کمک می‌کند، موجبات ثبات این نوشیدنی را فراهم می‌نماید.
مایع به‌دست آمده به چیلر منتقل شده و در آنجا شوک حرارتی داده می‌شود تا از الکلی شدن جلوگیری شود. شربت به‌دست آمده به سردخانه رفته و حجم آن با آب دو برابر شده، سپس وارد دستگاه فیلتراسیون می‌شود تا مایع شفافی به نام ماءالشعیر یا آبجو به‌دست می‌آید. در سالن بسته‌بندی مایع به‌دست آمده در شیشه یا قوطی ریخته شده و به مدت ۳۰ دقیقه در دمای ۷۲ درجه سانتی‌گراد پاستوریزه می‌شود.